# Coupe d'Italie de football 1936-1937
Navigation
Coupe d'Italie 1935-1936 Coupe d'Italie 1937-1938
La Coupe d'Italie de football 1936-1937, est la 4e édition de la Coupe d'Italie.

## Déroulement de la compétition

### Participants

#### Serie A (D1)
Les 16 clubs de Serie A sont engagés en Coupe d'Italie.

#### Serie B (D2)
Les 16 clubs de Serie B sont engagés en Coupe d'Italie.

#### Serie C (D3)
Les 76 clubs de Serie C sont engagés en Coupe d'Italie.

### Calendrier
| Phase              | Tour                  | Dates                                        |
| ------------------ | --------------------- | -------------------------------------------- |
| Phase préliminaire | Tour de qualification | 25 octobre 1936                              |
| Phase préliminaire | 1er tour              | 15 - 18 - 19 novembre 1936                   |
| Phase préliminaire | 2e tour               | 8 - 12 - 13 - 17 décembre 1936               |
| Phase préliminaire | 3e tour               | 24 - 25 décembre 1936 - 1er - 6 janvier 1937 |
| Phase finale       | 1/16e de finale       | 6 - 21 janvier - 21 mars 1937                |
| Phase finale       | 1/8e de finale        | 6 - 13 mai 1937                              |
| Phase finale       | 1/4 de finale         | 20 - 23 - 27 mai 1937                        |
| Phase finale       | 1/2 finales           | 30 mai - 2 juin 1937                         |
| Phase finale       | Finale                | 6 juin 1937                                  |

## Résultats

### Tour de qualification
| Division     | Club                  | Score | Club               | Division     |
| ------------ | --------------------- | ----- | ------------------ | ------------ |
| Serie C (D3) | US Anconitana-Bianchi | 5 - 2 | US Libertas Rimini | Serie C (D3) |
| Serie C (D3) | AC Asti               | 3 - 1 | Acqui US           | Serie C (D3) |
| Serie C (D3) | SS Corniglianese      | 0 - 1 | FS Sestrese        | Serie C (D3) |
| Serie C (D3) | AC Entella            | 2 - 1 | AC Andrea Doria    | Serie C (D3) |
| Serie C (D3) | US Foggia             | 2 - 0 | AC Bénévent        | Serie C (D3) |
| Serie C (D3) | AS Forlì              | 2 - 1 | US Forlimpopoli    | Serie C (D3) |
| Serie C (D3) | Parme AS              | 2 - 1 | AC Monza           | Serie C (D3) |
| Serie C (D3) | SPAL                  | 4 - 1 | AC Carpi           | Serie C (D3) |
| Serie C (D3) | AC Reggiana           | 2 - 1 | Varèse Sportiva    | Serie C (D3) |
| Serie C (D3) | GS Cantieri Tosi      | 1 - 2 | AS Lecce           | Serie C (D3) |
| Serie C (D3) | AC Udinese            | 4 - 3 | AFC Vicence        | Serie C (D3) |
| Serie C (D3) | AC Vigevano           | 2 - 1 | AC Legnano         | Serie C (D3) |

### Premier tour
| Division        | Club                  | Score      | Club                        | Division     |
| --------------- | --------------------- | ---------- | --------------------------- | ------------ |
| Serie C (D3)    | US Fiumana            | 2 - 0      | AC Udinese                  | Serie C (D3) |
| Serie C (D3)    | SPAL                  | 3 - 4 a.p. | GSF Rovigo                  | Serie C (D3) |
| Serie C (D3)    | AC Fortitudo Trieste  | 1 - 2      | AS Pro Gorizia              | Serie C (D3) |
| Serie C (D3)    | AC Trévise            | 1 - 2 a.p. | DA Marzotto Valdagno        | Serie C (D3) |
| Serie C (D3)    | AC Padoue             | 2 - 0      | GSF Giovanni Grion          | Serie C (D3) |
| Serie C (D3)    | Mantoue Sportiva      | 4 - 0      | SS Ponziana                 | Serie C (D3) |
| Serie C (D3)    | AS Fanfulla           | 5 - 1      | DA Falck                    | Serie C (D3) |
| Serie C (D3)    | AC Vigevano           | 4 - 0      | AS Cusiana                  | Serie C (D3) |
| Serie C (D3)    | Parme AS              | 4 - 3      | AS Biellese                 | Serie C (D3) |
| Serie C (D3)    | AC Ravenne            | 5 - 2 a.p. | ES Francesco Baracca        | Serie C (D3) |
| Serie C (D3)    | Plaisance Sportiva    | 5 - 1      | SG Gallaratese              | Serie C (D3) |
| Serie C (D3)    | GS SIAI Marchetti     | 2 - 0      | Pro Patria et Libertate USB | Serie C (D3) |
| Serie C (D3)    | AC Reggiana           | 4 - 2      | AC Lecco                    | Serie C (D3) |
| Serie C (D3)    | AS Seregno            | 3 - 1      | AC Crema                    | Serie C (D3) |
| Serie C (D3)    | AC Savone             | 2 - 1 a.p. | Pignerol FC                 | Serie C (D3) |
| Serie C (D3)    | US Sanremese          | 4 - 0      | AC Asti                     | Serie C (D3) |
| Serie C (D3)    | AC Entella            | 1 - 0      | ACFL Rivarolo               | Serie C (D3) |
| Serie C (D3)    | FS Sestrese           | 2 - 1      | AC Vado                     | Serie C (D3) |
| Serie C (D3)    | US Pontedecimo        | 2 - 1      | US Imperia                  | Serie C (D3) |
| Serie C (D3)    | US Anconitana-Bianchi | 4 - 3      | US Pontedera                | Serie C (D3) |
| Serie C (D3)    | AC Macerata           | 4 - 3 a.p. | SPL Alma Juventus Fano      | Serie C (D3) |
| Serie C (D3)    | AC Sienne             | 3 - 0      | Prato SC                    | Serie C (D3) |
| Serie C (D3)    | AS Jesi               | 3 - 0      | US Sempre Avanti            | Serie C (D3) |
| Serie C (D3)    | SS Delle Signe        | 2 - 1      | US Grosseto                 | Serie C (D3) |
| Serie C (D3)    | US Foggia             | 4 - 0      | US Bagnolese                | Serie C (D3) |
| Serie C (D3)    | AS Lecce              | 2 - 1      | USF Salernitana             | Serie C (D3) |
| Serie C (D3)    | AS Manfredoine        | 0 - 2      | AS Potenza                  | Serie C (D3) |
| Serie C (D3)    | AS Tarente            | 1 - 2      | AS Cosenza                  | Serie C (D3) |
| Serie C (D3)    | US Carrarese PB       | 1 - 1 a.p. | AC Derthona                 | Serie C (D3) |
| Serie C (D3)    | US Pistoiese          | 0 - 0 a.p. | AS Forlì                    | Serie C (D3) |
| Serie C (D3)    | SS Civitavecchiese    | 1 - 1 a.p. | AS Molfetta                 | Serie C (D3) |
| Serie C (D3)    | MATER                 | 0 - 0 a.p. | US Cerignola                | Serie C (D3) |
| Matches rejoués |                       |            |                             |              |
| Serie C (D3)    | AS Forlì              | 0 - 0 a.p. | US Pistoiese                | Serie C (D3) |
| Serie C (D3)    | AC Derthona           | 2 - 0      | US Carrarese PB             | Serie C (D3) |
| Serie C (D3)    | AS Molfetta           | 4 - 0      | SS Civitavecchiese          | Serie C (D3) |
| Serie C (D3)    | US Cerignola          | 1 - 1 a.p. | MATER                       | Serie C (D3) |

### Deuxième tour
| Division        | Club               | Score      | Club                  | Division     |
| --------------- | ------------------ | ---------- | --------------------- | ------------ |
| Serie C (D3)    | AC Savone          | 0 - 0 a.p. | US Sanremese          | Serie C (D3) |
| Serie C (D3)    | AC Entella         | 9 - 0      | AC Derthona           | Serie C (D3) |
| Serie C (D3)    | FS Sestrese        | 2 - 1      | US Pontedecimo        | Serie C (D3) |
| Serie C (D3)    | US Fiumana         | 3 - 0      | GSF Rovigo            | Serie C (D3) |
| Serie C (D3)    | AS Pro Gorizia     | 2 - 1      | DA Marzotto Valdagno  | Serie C (D3) |
| Serie C (D3)    | AC Padoue          | 3 - 3 a.p. | Mantoue Sportiva      | Serie C (D3) |
| Serie C (D3)    | AC Vigevano        | 0 - 1      | AS Fanfulla           | Serie C (D3) |
| Serie C (D3)    | Parme AS           | 3 - 0      | AC Ravenne            | Serie C (D3) |
| Serie C (D3)    | Plaisance Sportiva | 4 - 0      | GS SIAI Marchetti     | Serie C (D3) |
| Serie C (D3)    | AC Reggiana        | 3 - 1 a.p. | AS Seregno            | Serie C (D3) |
| Serie C (D3)    | AC Macerata        | 1 - 2 a.p. | US Anconitana-Bianchi | Serie C (D3) |
| Serie C (D3)    | AC Sienne          | 2 - 5      | AS Jesi               | Serie C (D3) |
| Serie C (D3)    | SS Delle Signe     | 1 - 3      | US Pistoiese          | Serie C (D3) |
| Serie C (D3)    | AS Molfetta        | 5 - 2      | US Foggia             | Serie C (D3) |
| Serie C (D3)    | AS Lecce           | 0 - 0 a.p. | US Cerignola          | Serie C (D3) |
| Serie C (D3)    | AS Potenza         | 4 - 0      | AS Cosenza            | Serie C (D3) |
| Matches rejoués |                    |            |                       |              |
| Serie C (D3)    | US Sanremese       | 3 - 1      | AC Savone             | Serie C (D3) |
| Serie C (D3)    | Mantoue Sportiva   | 0 - 0 a.p. | AC Padoue             | Serie C (D3) |
| Serie C (D3)    | US Cerignola       | 2 - 0      | AS Lecce              | Serie C (D3) |

### Troisième tour
| Division        | Club                  | Score      | Club            | Division     |
| --------------- | --------------------- | ---------- | --------------- | ------------ |
| Serie C (D3)    | AS Jesi               | 2 - 2 a.p. | AS Fanfulla     | Serie C (D3) |
| Serie C (D3)    | Parme AS              | 0 - 1      | AS L'Aquila     | Serie B (D2) |
| Serie B (D2)    | AC Pise               | 6 - 2      | AC Entella      | Serie C (D3) |
| Serie B (D2)    | AC Spezia             | 2 - 2 a.p. | US Cremonese    | Serie B (D2) |
| Serie C (D3)    | AS Molfetta           | 2 - 2 a.p. | AC Brescia      | Serie B (D2) |
| Serie C (D3)    | Mantoue Sportiva      | 0 - 1      | US Fiumana      | Serie C (D3) |
| Serie B (D2)    | AC Vérone             | 3 - 1      | AS Pro Gorizia  | Serie C (D3) |
| Serie B (D2)    | AFC Catane            | 1 - 0      | US Cerignola    | Serie C (D3) |
| Serie C (D3)    | Plaisance Sportiva    | 3 - 1      | USVP Viareggio  | Serie B (D2) |
| Serie C (D3)    | AC Reggiana           | 4 - 2      | AC Messine      | Serie B (D2) |
| Serie C (D3)    | US Sanremese          | 3 - 0      | US Pro Verceil  | Serie B (D2) |
| Serie C (D3)    | FS Sestrese           | 2 - 0      | US Pistoiese    | Serie C (D3) |
| Serie C (D3)    | US Anconitana-Bianchi | 4 - 1      | USF Catanzarese | Serie B (D2) |
| Serie B (D2)    | US Livourne           | 4 - 0      | Atalanta BC     | Serie B (D2) |
| Serie B (D2)    | AFC Venise            | 4 - 2      | Modène Calcio   | Serie B (D2) |
| Serie B (D2)    | AC Palerme            | 1 - 0      | AS Potenza      | Serie C (D3) |
| Matches rejoués |                       |            |                 |              |
| Serie C (D3)    | AS Fanfulla           | 3 - 0      | AS Jesi         | Serie C (D3) |
| Serie B (D2)    | AC Brescia            | 2 - 0      | AS Molfetta     | Serie C (D3) |
| Serie B (D2)    | US Cremonese          | 2 - 2 a.p. | AC Spezia       | Serie B (D2) |

### Seizièmes de finale
| Division     | Club                  | Score      | Club                  | Division     |
| ------------ | --------------------- | ---------- | --------------------- | ------------ |
| Serie A (D1) | AS Ambrosiana-Inter   | 4 - 3      | AS L'Aquila           | Serie B (D2) |
| Serie C (D3) | US Sanremese          | 2 - 0      | AC Vérone             | Serie B (D2) |
| Serie C (D3) | US Anconitana-Bianchi | 1 - 1 a.p. | AS Fanfulla           | Serie C (D3) |
| Serie B (D2) | AC Spezia             | 1 - 0      | AC Brescia            | Serie B (D2) |
| Serie A (D1) | AS Rome               | 2 - 1      | US Triestina          | Serie A (D1) |
| Serie A (D1) | AC Torino             | 3 - 0      | AC Novare             | Serie A (D1) |
| Serie A (D1) | AC Naples             | 5 - 2      | FS Sestrese           | Serie C (D3) |
| Serie A (D1) | US Lucchese Libertas  | 0 - 1      | Juventus              | Serie A (D1) |
| Serie A (D1) | AC Gênes 1893         | 5 - 0      | SS Lazio              | Serie A (D1) |
| Serie C (D3) | AC Reggiana           | 2 - 3      | AC Palerme            | Serie B (D2) |
| Serie A (D1) | AC Sampierdarenese    | 1 - 0      | Bologne AGC           | Serie A (D1) |
| Serie B (D2) | AFC Catane            | 3 - 1 a.p. | AC Fiorentina         | Serie A (D1) |
| Serie B (D2) | US Livourne           | 6 - 2      | Plaisance Sportiva    | Serie C (D3) |
| Serie C (D3) | US Fiumana            | 2 - 3      | US Bari               | Serie A (D1) |
| Serie A (D1) | Milan AS              | 4 - 0      | Alexandrie US         | Serie A (D1) |
| Serie B (D2) | AC Pise               | 0 - 2      | AFC Venise            | Serie B (D2) |
| Match rejoué |                       |            |                       |              |
| Serie C (D3) | AS Fanfulla           | 2 - 0      | US Anconitana-Bianchi | Serie C (D3) |

### Huitièmes de finale
| Division     | Club               | Score      | Club                | Division     |
| ------------ | ------------------ | ---------- | ------------------- | ------------ |
| Serie C (D3) | US Sanremese       | 1 - 3      | AS Ambrosiana-Inter | Serie A (D1) |
| Serie C (D3) | AS Fanfulla        | 0 - 0 a.p. | AC Spezia           | Serie B (D2) |
| Serie A (D1) | AS Rome            | 3 - 1      | AC Torino           | Serie A (D1) |
| Serie A (D1) | AC Naples          | 2 - 1      | Juventus            | Serie A (D1) |
| Serie A (D1) | AC Gênes 1893      | 4 - 0      | AC Palerme          | Serie B (D2) |
| Serie A (D1) | AC Sampierdarenese | 3 - 4      | AFC Catane          | Serie B (D2) |
| Serie B (D2) | US Livourne        | 1 - 2      | US Bari             | Serie A (D1) |
| Serie A (D1) | Milan AS           | 2 - 0      | AFC Venise          | Serie B (D2) |
| Match rejoué |                    |            |                     |              |
| Serie B (D2) | AC Spezia          | 3 - 1      | AS Fanfulla         | Serie C (D3) |

### Quarts de finale
| Division     | Club                | Score      | Club       | Division     |
| ------------ | ------------------- | ---------- | ---------- | ------------ |
| Serie A (D1) | AS Ambrosiana-Inter | 7 - 1      | AC Spezia  | Serie B (D2) |
| Serie A (D1) | AC Naples           | 0 - 1      | AS Rome    | Serie A (D1) |
| Serie A (D1) | US Bari             | 2 - 2 a.p. | Milan AS   | Serie A (D1) |
| Serie A (D1) | AC Gênes 1893       | 4 - 0      | AFC Catane | Serie B (D2) |
| Match rejoué |                     |            |            |              |
| Serie A (D1) | Milan AS            | 3 - 1      | US Bari    | Serie A (D1) |

### Demi-finale
| Division     | Club                | Score      | Club           | Division     |
| ------------ | ------------------- | ---------- | -------------- | ------------ |
| Serie A (D1) | AS Ambrosiana-Inter | 0 - 2      | AS Rome        | Serie A (D1) |
| Serie A (D1) | Milan AS            | 1 - 1 a.p. | AC Genova 1893 | Serie A (D1) |
| Match rejoué |                     |            |                |              |
| Serie A (D1) | AC Gênes 1893       | 2 - 1 a.p. | Milan AS       | Serie A (D1) |

### Finale
| Division     | Club          | Score | Club    | Division     |
| ------------ | ------------- | ----- | ------- | ------------ |
| Serie A (D1) | AC Gênes 1893 | 1 - 0 | AS Rome | Serie A (D1) |